# Neri Corsini (cardinale)
Neri Corsini, chiamato anche Nerio e detto seniore (Firenze, 1º agosto 1614 – Firenze, 19 settembre 1678), è stato un cardinale e arcivescovo cattolico italiano.
Appartenente alla nobile famiglia fiorentina dei Corsini, era figlio di Filippo e di Maddalena Machiavelli.
Fu zio di Papa Clemente XII e prozio del cardinale Andrea Corsini.

## Biografia
Sotto il pontificato di papa Innocenzo X fu chierico della Camera Apostolica di cui divenne tesoriere nel 1660.
Fu nominato cardinale presbitero nel concistoro del 14 gennaio 1664 e due mesi dopo ebbe il titolo dei Santi Nereo e Achilleo.
Nel 1672 fu inviato a reggere la diocesi di Arezzo con il titolo personale di arcivescovo, diocesi che condusse fino al 1677.
Le sue spoglie si trovano nell'altare destro della Cappella Corsini, nella Basilica di Santa Maria del Carmine di Firenze.

## Conclavi
Neri Corsini partecipò a tre conclavi:
- 1667, che elesse Papa Clemente IX
- 1669 / 1670, che elesse Papa Clemente X
- 1676, che elesse Papa Innocenzo XI

## Genealogia episcopale e successione apostolica
La genealogia episcopale è:
- Cardinale Guillaume d'Estouteville, O.S.B.Clun.
- Papa Sisto IV
- Papa Giulio II
- Cardinale Raffaele Riario
- Papa Leone X
- Papa Clemente VII
- Cardinale Antonio Sanseverino, O.S.Io.Hier.
- Cardinale Giovanni Michele Saraceni
- Papa Pio V
- Cardinale Innico d'Avalos d'Aragona, O.S.Iacobi
- Cardinale Scipione Gonzaga
- Patriarca Fabio Biondi
- Papa Urbano VIII
- Cardinale Cosimo de Torres
- Cardinale Francesco Maria Brancaccio
- Vescovo Miguel Juan Balaguer Camarasa, O.S.Io.Hier.
- Papa Alessandro VII
- Cardinale Neri Corsini

La successione apostolica è:
- Cardinale Giacomo Franzoni (1666)
- Vescovo Francesco Ravizza (1667)
- Vescovo Filippo Soldani (1670)
- Vescovo Ludovico Giustiniani, O.S.M. (1670)
- Vescovo Alessandro Strozzi (1677)